# Ray Romano
Pour les articles homonymes, voir Romano.
Raymond Albert Romano alias Ray Romano, né le 21 décembre 1957 à New York (Queens), est un acteur, humoriste, scénariste, joueur de poker américain d'origine italienne. 
Notamment connu pour son rôle dans la série Tout le monde aime Raymond et pour avoir été la voix de Manny dans la série films de L'Âge de glace.

## Biographie
Ray Romano est un humoriste et acteur américain né de parents italiens. Il s'illustre la plupart du temps au Comedy Cellar.

### Carrière
Il est le co-showrunner et acteur principal de la sitcom Tout le monde aime Raymond sur la chaîne CBS pendant 9 saisons.
Il prête sa voix a Manny dans la série films de L'Âge de glace, qui a donné naissance à cinq films entre 2002 et 2016.
Il passe à un registre dramatique avec Men of a Certain Age (« Hommes d'un certain âge »), série diffusée entre décembre 2009 et juillet 2011, sur la chaîne câblée TNT. Cette fiction relatant la vie de trois amis affrontant les réalités de la cinquantaine, est arrêtée faute d'audience au bout de deux saisons.
L'acteur rebondit dans un rôle récurrent dans la quatrième saison de la série familiale Parenthood, où il donne notamment la réplique à Lauren Graham. Son personnage devient régulier durant la saison suivante, et ce jusqu'à la fin de la série, en 2015, sur la chaîne NBC.
En mai 2014, il rejoint déjà la distribution principale d'un nouveau projet de série dramatique pour la chaîne HBO. Créée par Terence Winter et produite par Martin Scorsese, Vinyl est très attendue et se déroule dans le milieu du rock'n'roll. Le programme est néanmoins arrêté par la chaine HBO au bout d'une seule saison.

### Formation
Ray Romano a étudié à l'université de Lee Strasberg Theatre Institute, Queens College et Archbishop Molloy High School. 

### Vie personnelle
Ray Romano a quatre enfants : Alexandra Romano, Matthew Romano, Gregory Romano et Joseph Romano.

## Filmographie

### Acteur
- 2002 : L'Âge de glace : Manny (voix)
- 2004 : Bienvenue à Mooseport : Handy Harrison
- 2004 : Folles Funérailles : Skip Collins
- 2004 : 95 Miles to Go
- 2006 : L'Âge de glace 2 : Manny (voix)
- 2006 : Vendeurs d'élite (vidéo) : Maurice
- 2008 : The Last Word : Abel
- 2009 : Funny People : lui-même
- 2009 : L'Âge de glace 3 : Le Temps des dinosaures : Manny (voix)
- 2011 : L'Âge de glace : Un Noël de mammouths : Manny (voix)
- 2011 : Scrat's Continental Crack-up - Part 2 : Manny (voix)
- 2012 : L'Âge de glace 4 : La Dérive des continents : Manny (voix)
- 2014 : Rob the Mob de Raymond De Felitta (en)
- 2015 : Scrat-tastrophe cosmique : Manny (voix)
- 2016 : L'Âge de glace : La Grande Chasse aux œufs : Manny (voix)
- 2016 : L'Âge de glace 5 : Les Lois de l'Univers : Manny (voix)
- 2017 : The Big Sick : Terry
- 2019 : Paddleton de Alexandre Lehmann : Andy
- 2019 : The Irishman de Martin Scorsese : Bill Bufalino
- 2019 : Bad Education de Cory Finley (en)
- 2024 : To The Moon (Fly Me to the Moon) de Greg Berlanti
- 2024 : Derrière la façade de Liz Feldman : Paul

### Télévision
- 1995-2005 : Tout le monde aime Raymond : Raymond Barone (210 épisodes)
- 1998 : Une nounou d'enfer : Ray Barone (2 épisode)
- 1998-1999, 2005 : Un gars du Queens : Ray Barone (4 épisode)
- 2007 : Les As du Braquage : lui-même (2 épisode)
- 2008 : Hannah Montana : lui-même (1 épisode)
- 2009-2011 : Men of a Certain Age : Joe Tranelli (saison 2, épisode 22)
- 2012-2015 : Parenthood : Hank (44 épisodes - saisons 4 à 6)
- 2014 : Rob the Mob : Jerry Cardozo (1 épisode)
- 2016 : Vinyl : Zak Yankovich (10 épisodes)
- 2016 : Kevin Can Wait : Vic Margolis (48 épisodes)
- 2021 : Made for Love : Herbert Green

### Producteur
- 2004 : 95 Miles to Go

## Voix francophones
En version française, Ray Romano est principalement doublé par Olivier Destrez. Ce dernier le double notamment dans Tout le monde aime Raymond, Une nounou d'enfer, Folles Funérailles, Les As du braquage, Hannah Montana ou encore Paddleton.
Ray Romano est également doublé à trois reprises par Gabriel Le Doze dans Parenthood, Made for Love et Derrière la façade (en), ainsi qu'à deux occasions par Antoine Nouel dans Vinyl et Bad Education. Enfin, il est doublé à titre exceptionnel par Bruno Carna dans Un gars du Queens, Jérôme Keen dans Bienvenue à Mooseport, Jean-Jacques Nervest dans The Irishman et Philippe Vincent dans To the Moon.